# Општина Зорлени (Васлуј)
Зорлени (рум. Zorleni) општина је у Румунији у округу Васлуј.
Oпштина се налази на надморској висини од 227 m.